# Csomolungma

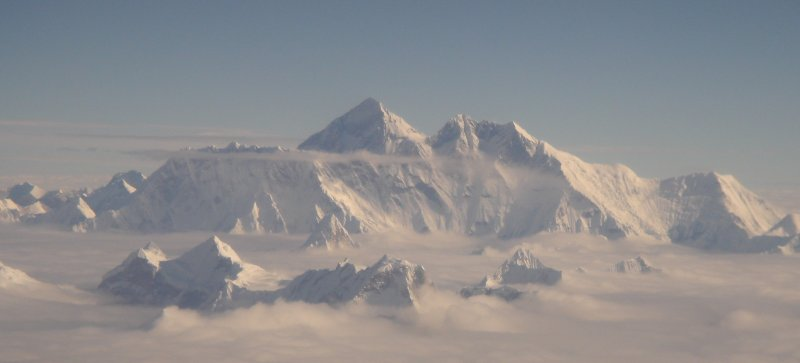
Légi felvétel a Csomolungmáról

A Csomolungma (angolul: Mount Everest; tibetiül: ཇོ་མོ་གླང་མ, Csomolungma; nepáliul: सगरमाथा, Szágarmantha; egyszerűsített kínai írással: 珠穆朗瑪峰, Csumulangma Feng) a tengerszinttől számítva a legmagasabb hegy a Földön. A Himalája hegység része. Csúcsán halad át Kína és Nepál határvonala. A hegy 8848,86 m magas (2020-ban közzétett nepáli–kínai közös mérések alapján; korábbi mérések 8840 és 8850 méter közötti magasságokat állapítottak meg), és évente kb. 4 milliméterrel nő. A Csomolungma név tibeti eredetű, jelentése „a Föld istenasszonya”, míg a nepáli Szágarmantha jelentése „a mennyország csúcsa”.

## Kialakulása
Története geológiai értelemben 40 millió évvel ezelőtt kezdődött, amikor az indiai szubkontinens (gyakorlatilag a mai India) összeütközött az Eurázsiai-kőzetlemezzel. Ez a tektonikai folyamat gyűrte fel a Himalája hegység vonulatait. Csúcsa nem vulkáni eredetű kőzetekből, hanem a tengeraljzaton kialakult mészkőből áll, vagyis a hegymászók olyan mészvázas lények maradványain járnak, amelyek az egykori meleg óceánban éltek. A hegy csúcsát gleccserek csiszolták háromoldalú gúlává.

## Magassága
1852-ben Radhanath Sikdar indiai matematikus állapította meg először, hogy a Csomolungma a Föld legmagasabb hegye.
Az első mérés 1856-ban 8839,2 métert adott, de 8840 m-t jelentettek. Erre azért volt szükség, mert a 8839,2 m éppen 29 000 lábnak felel meg és azt az érzést keltette volna, hogy egy becsült adatról van szó.
Az 1950-es évek indiai mérései szerint a magasság 8848 m. Az 1998-as amerikai Everest Expedíció GPS egységet helyezett el a legmagasabb sziklára. Ezen a berendezésen keresztül 8850 m magasságot kaptak. Az Everest a tektonikai lemezek mozgása miatt tovább nő évenként 3–5 mm-rel és évi 27 mm-rel mozdul el északkelet felé.
2005-ben a Kínai Állami Földmérő és Térképező Iroda expedíciót indított a hegy magasságának megmérésére. 2005. május 22-én érték el a hegy csúcsát. 2005. október 9-én hozták nyilvánosságra eredményüket, mely szerint a Csomolungma magassága 8844,43 m ± 0,21 m. Az intézet szerint ez volt az addigi legpontosabb mérés. Számításaik során csak a sziklákat vették figyelembe, a rajtuk lévő több méter havat és jeget nem.
2020-ban közzétett nepáli-kínai közös mérések alapján a hegycsúcs magassága 8848,86 m (ebbe bele van számítva a csúcson lévő állandó hó és jégréteg is). A méréseket több száz fős csapatok végezték, a nepáli és a kínai csapat egymástól függetlenül, majd az eredményeket egyeztették. A számításokhoz trigonometriai módszereket és GNSS méréseket is alkalmaztak.
Az Everest éri el a legnagyobb magasságot a tengerszinttől.
Még két másik hegyet is a Föld legnagyobb hegyeként emlegetnek. A Hawaii-szigeteki Mauna Kea a legnagyobb, ha az alapjától mérjük. Magassága 9 km az óceán fenekétől, ám tengerszint feletti magassága csak 4170 m. Az Andokban lévő Chimborazo 2,168 m-rel távolabb van a Föld középpontjától (6384,4 km-re) mint az Everest (6382,3 km) az egyenlítői kidudorodás miatt. Tengerszint feletti magassága 6267 m, e tengerszint feletti magasságnál még magában az Andokban is van magasabb csúcs.

## Elnevezések
A serpák hiedelemvilágában az istenként imádott hegy neve „Csomolungma”, ami annyit tesz: a „világ anyja”.
A Himalája neve az ősi indiai szanszkrit nyelvből eredeztethető: „a hó otthona” (hima: hó, álaja: hon, otthon). Ezek szerint helyes kiejtése Himálaja lenne, de a németes hangsúly nálunk is meghonosodott. Legmagasabb csúcsát az európaiak számára Sir George Everest fedezte fel. A hadmérnök ezredes méréseit 1852-ben fejezte be és ekkor derült ki az is, hogy az angolok által Peak XV néven ismert Csomolungma a világ legmagasabb csúcsa. Everest munkatársa és utódja nevezte el a hegyet Mount Everestnek. Később tudták meg az angolok (1907-ben), hogy a csúcsnak már réges-régen volt tibeti neve. Sőt, az is kiderült, hogy francia hittérítők térképein már szerepelt a tibeti név 1733-ban is. Azóta mindkét név használatban van.
A legmagasabb csúcsot 1847-ben John W. Armstrong fedezte fel, aki akkor az Indiai Földmérési Szolgálatnál dolgozott.

## Megmászása

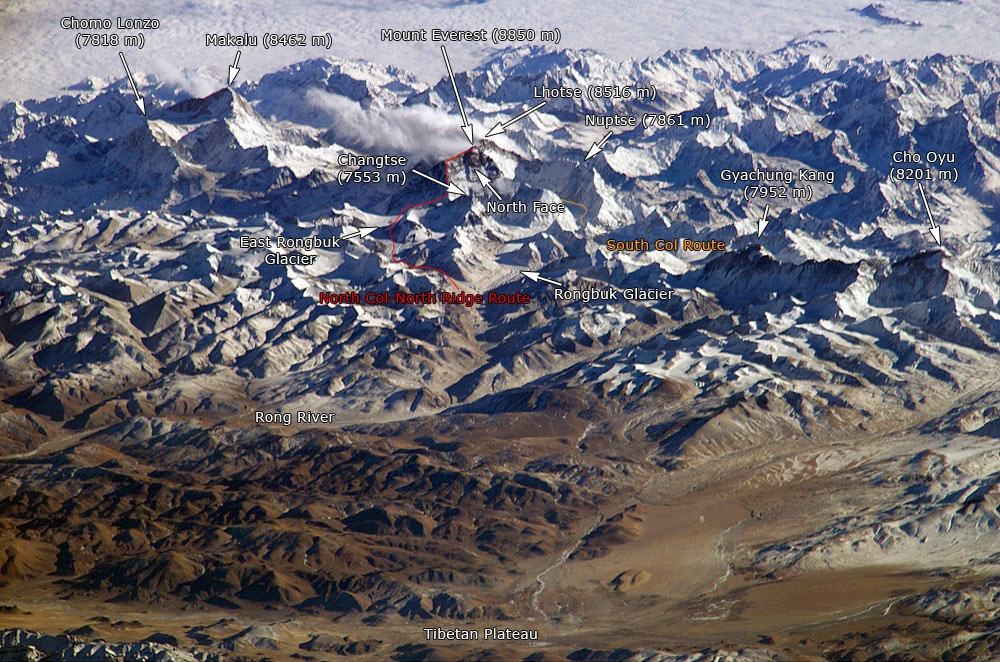
A déli és északi hegymászó útvonal a Nemzetközi Űrállomásról

### Az első próbálkozás
1924. június 8-án George Mallory és Andrew Irvine (mindketten az Egyesült Királyságból) kísérelték meg a csúcs elérését, de soha nem tértek vissza. Noel Odell, az expedíció geológusa naplójában azt írta, hogy „látta Malloryt és Irvine-t a gerincen, a végső piramis lábánál” aznap 12.50-kor.
1979-ben a kínai Wang Hongbao egy kísérőjének elárulta, hogy 1975-ben talált egy holttestet, akiről úgy gondolja, hogy Irvine, ám egy nappal azelőtt, hogy pontosan behatárolhatta volna a területet, meghalt. 1999-ben a Mallory és Irvine Kutató Expedíció megtalálta Mallory holttestét, a régi kínai tábor közelében. Mallory ruházatának és holtteste környékének átkutatása után azonban fényképezőgépe nem került elő, a benne lévő film előhívása és az esetleges csúcsfotók előkerülése bizonyítékként szolgálhatott volna, hogy valóban feljutott a csúcsra. Feltételezések szerint azonban Irvine-nál is lehetett a gép, akinek azonban ezidáig nem találták meg a holttestét. Mallory-nál leveleket, karórát, magasságmérőt (mindkettőt mutatók nélkül) és egyéb személyes tárgyakat találtak. Lányának elmondása szerint Mallory egy fényképet vitt magával feleségéről, melyet a csúcs elérése esetén fennhagyott volna, ezt sem találták meg holttesténél, ugyanakkor a csúcsot később sikeresen elért hegymászók sem jelentették, hogy látták volna. A Mallory zsebében talált védőszemüveg is arra enged következtetni, hogy Irvine-nal együtt felmásztak a csúcsra és a visszaúton, amikor már sötétedni kezdett, ereszkedés közben érte őket a tragédia. Azonban ezek csak feltételezések és mindezidáig nem sikerült bizonyítani, hogy ők értek volna fel a csúcsra elsőként.
Irvine földi maradványainak hollétét még mindig homály fedi. 2010 januárjában Tom Holzel amerikai történész közzétett egy feltételezést Irvine holttestének helyéről, amelyet expedícióval akar igazolni.

### Hillary és Tendzing

Az Everest 3D-s modellje

1951-ben egy Eric Shipton által vezetett expedíció érkezett meg Nepálba, hogy felmérjen egy új útvonalat a déli oldalon. Az expedícióban részt vett Edmund Hillary is.
1952-ben egy svájci expedíció próbálta elérni a csúcsot a déli oldalon, de Raymond Lambert és Tendzing Norgaj 200 méterre a csúcstól visszafordulásra kényszerült. A svájciak még abban az évben újra próbálkoztak, megint sikertelenül.
1953-ban a kilencedik brit expedíció, amelyet John Hunt vezetett, visszatért Nepálba. Hunt két kéttagú hegymászó csoportot választott ki a csúcs elérésére. Az egyik csoport sikertelenül tért vissza a hegyről. A következő napon a másik csoport próbált feljutni. 1953. május 29-én helyi idő szerint 11:30-kor az új-zélandi Edmund Hillary és a nepáli Tendzing Norgaj elérte az Everest csúcsát. Néhány évvel később Tendzing elismerte, hogy Hillary tette először lábát a csúcsra.
2003-ban, az első megmászás 50. évfordulójának ünneplése kapcsán Hillary fia, Peter és Tenzing fia, Jamling együtt sikeresen megmászták a csúcsot.

### Más nevezetes mászások
A nők közül elsőként 1975. május 16-án Tabei Dzsunko japán hegymászónő jutott fel a Csomolungma/Mount Everest csúcsára.
Reinhold Messner az első olyan ismert hegymászó, aki oxigénpalack használata nélkül többször is járt a csúcson.
Apa (születési nevén Lhakpa Tenzing Sherpa) nepáli serpa volt az első ember, aki 21 alkalommal mászta meg a Mount Everestet, többször, mint őelőtte bárki más. 2013 óta közösen tartja ezt a rekordot egy másik nepáli serpával, Phurba Tashival.

### Magyar hegymászók kísérletei

A Mount Everest környezetének térképe

A sajtó sokáig első magyarként hivatkozott a szlovákiai Zoltán Demjánra, aki 1984-ben ért fel a csúcsra egy csehszlovák expedíció keretében. Azonban Demján maga cáfolta, hogy magyar lenne. Alig beszél magyarul, és a Zoltán keresztnevet is nagyanyja hatására adták neki a szülei, ez okozhatta a félreértést.
Az első magyar Csomolungma-expedíciót dr. Nagy Sándor vezette 1996-ban. Az expedíciónak végül nem nyílt alkalma csúcstámadásra. (Az expedíció egyetlen külföldi – osztrák – tagja a legmagasabb, 8300 méteres 3-as táborban életét vesztette.)
2001-ben két magyar expedíció indult a hegyre. A hegy tibeti normál útjával próbálkozó csapatot Mécs László vezette, a másik csapat viszont a Csomolungma legnehezebbnek tartott keleti (avagy Kangshung) falán mászott, Klein Dávid vezetésével (Tibet, Kharta-völgy). A tibeti normál úttal próbálkozó csapat orvos-hegymászója, dr. Gárdos Sándor – vélhetően egy széllökés okozta zuhanást követően – életét vesztette.
Első magyarként Erőss Zsolt érte el a csúcsot 2002. május 25-én.
Klein Dávid 2005 tavaszán ismét visszatért: egy nemzetközi expedíció tagjaként 8500 méterig jutott a hegy nepáli normál útján (egy szembevérzés és szaruhártya-ödéma miatt oxigénpalackkal), amikor egy vihar és egy csapattársának halála miatt a visszafordulás mellett döntött. 2006 tavaszán – szólóban, palack nélkül – 8450 méterig mászott a tibeti normál útvonalat követve. Erős szél és mély hó késztette visszafordulásra.
2007 májusában Várkonyi László és Klein Dávid a tibeti normál úton 8600 méter fölé jutottak, ismét palack nélkül. A terveikhez képest késői időpont miatt a visszafordulás mellett döntöttek. (Seregi Tamás „magashegyi kalandor” a 7000 méteres Északi-nyeregig kísérte az expedíciót.)
A felsorolt expedíciós jellegű kísérleteken kívül Várkonyi László többször is (1999: 8650 m, 2000: 8400 m) próbálkozott a heggyel egyéni szervezésben. A csúcs elérésével nyolcszor próbálkozott.
2007. május 23-án nepáli idő szerint 6.50-kor Jelinkó Attila a déli útvonalon, Nepál felől megközelítve a csúcsot, oxigénpalackkal ért fel a Mount Everest tetejére. Ezzel ő a második magyar hegymászó, aki felért, és az első amatőr is.
8600 méter felett eddig öt magyar hegymászó fordult meg palack nélkül: Ács Zoltán, Erőss Zsolt, Klein Dávid, Várkonyi László és Suhajda Szilárd. Az Everest palack nélküli megmászása továbbra is élénken foglalkoztatja a magyar expedíciós hegymászókat.
2009. május 21-én Ugyan Anita első magyar nőként, egy nemzetközi expedíció tagjaként Nepál felől feljutott a Mount Everestre oxigénpalack használatával.
2010. március 25-én Várkonyi László és Klein Dávid indult el Budapestről, hogy a magyar hegymászók közül elsőként oxigénpalack nélkül hódítsák meg a világ legmagasabb hegyét. Április 26-án délben azonban tragédiába torkolt a csúcskísérlet. Várkonyi László eltűnt, Klein Dávid könnyebb sérüléseket szenvedett.
2010. május 18-án Ugyan Anita ismét Nepál felől érte el az Everest csúcsát. Eredetileg oxigénpalack használata nélkül tervezte az expedíciót sikerre vinni, ám torokgyulladása okán végül a 7000 méter feletti oxigénpalack-használat mellett döntött. Ezzel ő lett az első magyar, aki egynél több alkalommal érte el az Everest csúcsát.
2016. május 20-án dr. Neszmélyi Emil budapesti ügyvéd, aki önmagát inkább felfedezőnek és nem hegymászónak tartja, az északi – tibeti – útvonalon érte el a csúcsot – mint eddig minden magyar - 7200 méter fölött oxigénpalack használatával. Teljesítményének hozadéka, hogy Magyarországot azon országok között jegyzik, amelyek rendelkeznek az északi- és a déli útvonalon is sikeres csúcsmászással. Sok asztmás ember számára vált példaképpé, mert asztmás tünetei mellett érte el a csúcsot. A csúcstámadás alkalmával négy alkalommal kapott asztmás rohamot 8500 méteres magasság felett, majd a visszaúton 7500 métertől oxigénpalack nélkül volt kénytelen ereszkedni, mert az utolsó palackja gyártási hibás volt.
2018. május 18-án Németh Alexandra második magyar nőként Nepál felől jutott föl a Mount Everest csúcsára egy nemzetközi expedíciószervező csapatának tagjaként. Ezzel első magyarként teljesített Hét hegycsúcs kihívást, abból is a Messner-féle listát.
2022. május 13-án dr. Neszmélyi Emil Nepál felől is feljutott a Mount Everest csúcsára, így ő lett az első magyar, aki Nepál és Tibet felől egyaránt felért a világ legmagasabb pontjára. Oxigénpalackot szintén 7200 métertől használt. Ezúttal asztmás tünetei lassították ugyan a haladását, de asztmás rohamot nem élt át. A csúcstámadás éjjelén a fagyos szélben fokozatosan elvesztette a látása nagy részét, így közel vakon ért csúcsot, majd ebben az állapotban jutott le két nap alatt a 2-es táborig. A látásvesztése ideiglenesnek bizonyult, 19 nappal a csúcstámadás után lassú javulást követően látása maradéktalanul helyre állt.
2023-ban Suhajda Szilárd klasszikus alpin stílusban, oxigénpalack és a mászását segítő serpák nélkül tervezte, hogy feljut a csúcsra. 2023. május 24-én, a csúcstámadás közben megszakadt vele a rádiókapcsolat. A háttércsapat a május 25-i esti órákban – miután információt kaptak arról, hogy a hegymászó 8780 méter magasan, az úgynevezett Hillary-lépcső aljában fekszik eszméletlenül, fagyási sérülésekkel és a magashegyi agyödémára utaló jelekkel – megállapodott az expedíciót biztosító nepáli ügynökséggel abban, hogy 26-án reggel megkísérelnek helikopterrel feljutni olyan magasságba, ahonnan láthatják Suhajdát, ezzel egyidőben pedig serpákat indítottak a hegymászóért. Május 27-én a mentőcsapat nem találta meg, és mivel a körülményeket figyelembe véve nem láttak esélyt arra, hogy életben találják, a keresést befejezték.
| Név                | Első feljutás dátuma | Második feljutás dátuma |
| ------------------ | -------------------- | ----------------------- |
| Erőss Zsolt        | 2002. május 25.      | –                       |
| Jelinkó Attila     | 2007. május 23.      | –                       |
| Ugyan Anita        | 2009. május 21.      | 2010. május 17.         |
| Neszmélyi Emil     | 2016. május 20.      | 2022. május 13.         |
| Németh Alexandra   | 2016. május 18.      | –                       |
| Price Márton Péter | 2023. május 14.      | –                       |

### Everest-tragédiák
Az 1996-os mászószezon a hegymászás fekete éve: összesen 19 hegymászó halt meg. Május 10-én több hegymászót kapott el egy vihar a csúcs közelében, közülük nyolcan meghaltak. A halottak között volt a tapasztalt Rob Hall és Scott Fischer, akik fizető expedíciót vezettek a csúcsra. A tragédia nagy nyilvánosságot kapott és a 2015-ben bemutatott Everest című filmdrámában is feldolgozták.
Jon Krakauer újságíró, aki az Outside magazinnak dolgozott, Hall csoportjában volt. Később egy könyvet jelentetett meg tapasztalatairól Ég és jég címmel (eredeti: Into Thin Air). 2004 májusában Kent Moore és John L. Semple a Torontói Egyetemtől úgy nyilatkozott a New Scientist magazinnak, hogy az időjárási feltételek vizsgálata szerint a tragédia napján az oxigén szintje 14%-kal alacsonyabb volt a szokásosnál.
A 2006-os mászószezon végéig 2062-en érték el a csúcsot, akik közül 972-en 1998 óta. 2010-ig 216-an haltak meg mászás közben, körülbelül 120 test még mindig odafenn maradt. A hegyen olyan nehéz körülmények uralkodnak, hogy sok holttest még mindig ugyanott hever és a hagyományos útvonalakról könnyen észre lehet venni őket.
2014. április 16-a újabb fekete nap lett a hegy történetében, egy az Everest déli oldalát az egyes és kettes tábor közötti szakaszon elérő lavina 25, többségében az útvonalon dolgozó serpát temetett el. Április 20-ig a mentőalakulatok 13 holttestet ástak ki, további három serpa biztosan elhunyt. A balesetnek további kilenc sérültje is volt, egy részük súlyos.
A súlyos tragédia nagy nemzetközi visszhangot váltott ki, és ismét felszínre hozta a himalájai modern hegymászás és a serpák munkakörülményeiről folyó vitákat.
A legtöbb expedíció oxigénmaszkokat és oxigéntartályokat visz magával 8000 méter fölé. Ezt a régiót nevezik „halálzónának”. Az Everestet meg lehet mászni kiegészítő oxigén nélkül, de különleges felkészülést igényel és növeli a kockázatot is. Alacsony oxigénszinten ugyanis nehéz tisztán gondolkodni miközben a rossz időjárási körülmények között, alacsony hőmérsékleten és a nehéz útvonalakon gyakran kell gyors, pontos döntéseket hozni.
2015. április 25-én igen erős, a Richter-skála szerint 7.8-as erősségű földrengés rázta meg a térséget. A hegyen a földrengés hatalmas károkat okozott, és lényegében véget vetett a 2015-ös hegymászóidénynek az Everesten. A földrengést követő hatalmas lavinák az Everest alaptábort teljesen romba döntötték, megölve legalább 22 embert, és megsebesítve 61-et. Ez volt a hegy történetének eddigi legsúlyosabb tragédiája. A csapdába esett túlélőkért kiterjedt mentőakció indult, a mentőcsapatok több mint 60 embert hoztak le a hegyről
Az elmúlt néhány évben bekövetkezett sorozatos tragédiák, az - elsősorban csoportosan, fizetett út részeként, oxigénpalackban - mászók számának rendkívüli emelkedése és ebből kifolyólag a táborokban tapasztalható évről évre növekvő kaotikus állapotok hatására a nepáli kormány bejelentette, hogy a jövőben megszigorítják a mászási engedélyek kiadását.
Az intézkedés elsődleges célja, hogy a legveszélyeztetettebb, tapasztalatlan, idős, esetleg nagyon fiatal mászókat eltiltsa a kísérletezéstől, így csökkentve a kockázatot. A helyzetet bonyolítja, hogy a hegy körül élőknek gyakran a magashegyi turizmus az egyetlen bevételi forrásuk. A 2015-ös idényben a lavinák után minden csoport elhagyta az alaptábort, így 2015 az első év 1974 óta, hogy senki sem jutott fel a csúcsra.
A 2016-os mászóidényben a szigorítások ellenére több mint 450-en mászták meg sikeresen a hegyet, az idény végül 5 halálos áldozattal végződött.

### Extrém sportolók
Az egyetlen extrém síelő, akinek sikerült lejutnia a Mount Everestről, a szlovén Davo Karničar. 2000. október 7-én, Elan léceken, a világon elsőként síelt le az akkor 38 éves sportoló a 8848 méteres csúcsról öt óra leforgása alatt az 5300 méter magasban lévő alaptáborig anélkül, hogy síléceit akár egyszer is levette volna.
Az első deszkás lesiklást a francia Marco Siffredi hajtotta végre 22 éves korában. 2001. május 23-án az Everest északi oldalán, a Norton Couloiron ment le az alaptáborig Elan deszkán.
Az orosz Valerij Rozov 48 évesen a Mount Everest északi oldalán lévő egyik szikláról, 7200 méteres magasságból hajtott végre bázisugrást, ennél magasabbról előtte még senki sem ugrott. Egy percen át repült mínusz 18 fokban, siklóruhában, elérte a 200 km/órás sebességet is. 5950 méteren ért földet, a Rongbuk-gleccseren.

## Kultúra
A nepáliak nemzeti büszkeségüknek tekintik a hegyet, ezért a nepáli rúpia bankjegyein a köztársaság kikiáltása után a hegyet helyezték el az előlapokon.

### Magyar oldalak
- http://www.expeditions.hu Archiválva 2006. december 10-i dátummal a Wayback Machine-ben
- https://web.archive.org/web/20070418145953/http://www.projectb.hu/everest/
- http://www.himalajaexpedicio.hu
- A Mount Everestről, Everestian
- Climbing peaks and summit in nepal

### Külföldi oldalak
- MyEverest.com is an online community for Everest Climbers and Expeditions, with special features as GPS tracking and more
- The Army On Everest, The British Army's West Ridge Expedition Site
- The Rest of Everest Video Podcast, An Almost Unabridged Expedition Experience
- Everest blogs by climbers
- Everest Interactive map
- A fundraising expedition planned for spring 2007
- EverestHistory.com Mt. Everest timeline
- MountEverest.net Archiválva 2007. január 7-i dátummal a Wayback Machine-ben
- Mount Everest Photograph
- NOVA site on Mt. Everest Climbing pioneer history
- National Geographic's page on Mt. Everest
- Hiking to the base of Mt. Everest, GoNOMAD feature article
- Mount Everest Image by Roddy Mackenzie who climbed the mountain in 1989
- Mount Everest at Peakware
- Google Maps műholdfelvétel
- Panorama from the top of Mt.Everest
- Live webcam